# Révillon
Pour les articles homonymes, voir Révillon (homonymie).
Révillon est une commune déléguée de Les Septvallons et une ancienne commune française située dans le département de l'Aisne, en région Hauts-de-France.
L'ancienne commune, à la suite d'une décision du conseil municipal et par arrêté préfectoral du 9 novembre 2015, est devenue une commune déléguée de la nouvelle commune, Les Septvallons, depuis le 1er janvier 2016.

## Géographie

### Localisation
Révillon est située au sud-est du département de l'Aisne, à vol d'oiseau à 23,3 km au sud de la préfecture de Laon, et à 27,1 km à l'est de la sous-préfecture de Soissons. Elle se trouve à 3,5 km de Longueval-Barbonval, chef-lieu de la commune de Les Septvallons. 
Avant la création de la commune nouvelle de Les Septvallons, le 1er janvier 2016, Révillon était limitrophe de 6 communes, Merval (1,3 km), Glennes (1,4 km), Serval (1,6 km), Villers-en-Prayères (2,3 km), Maizy (2,7 km) et Longueval-Barbonval (3,5 km),.

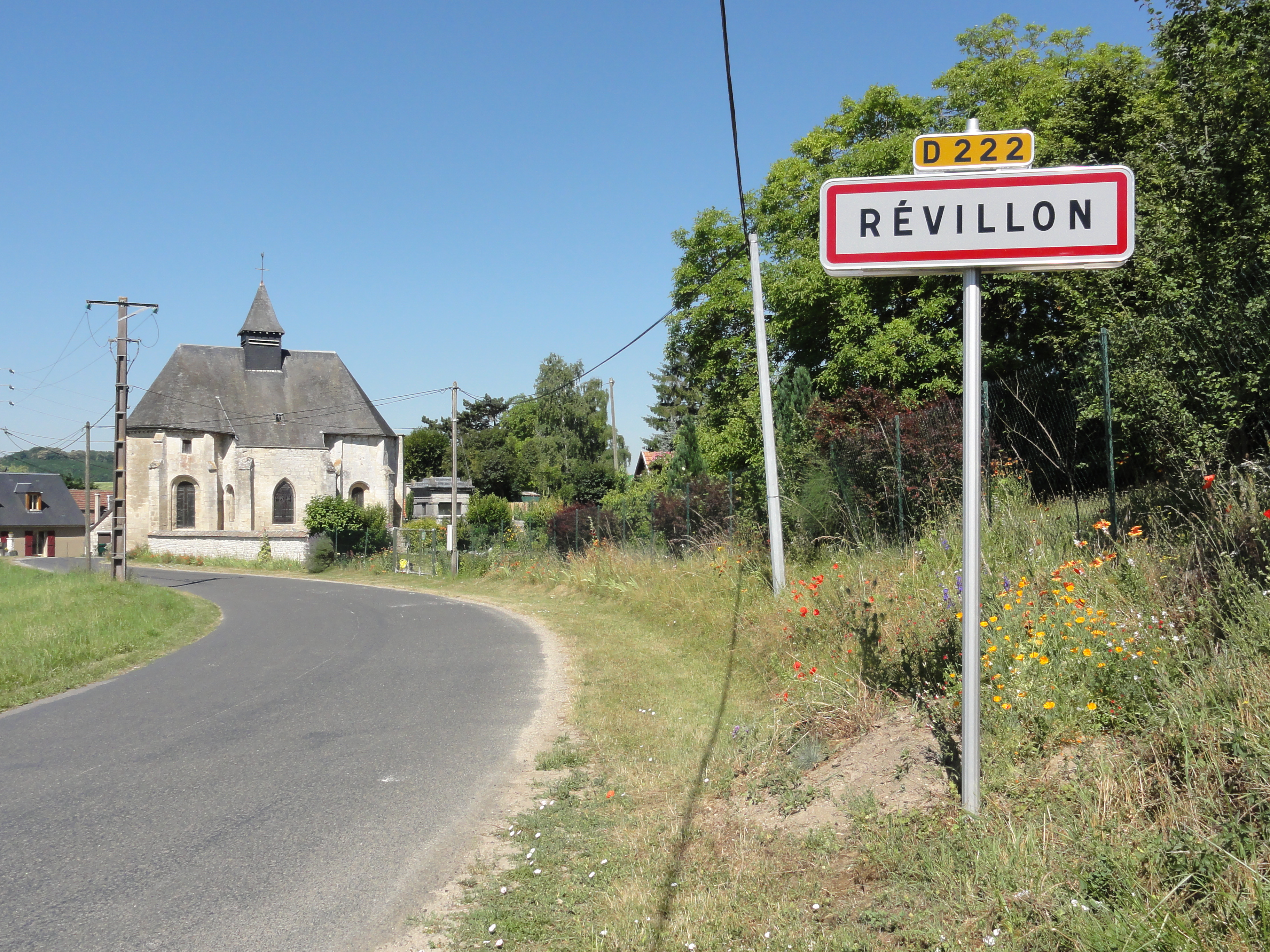
Entrée de Révillon.

| Villers-en-Prayères           |          | Maizy   |
|                               | Révillon |         |
| Longueval-Barbonval et Serval | Merval   | Glennes |

## Toponymie
Le nom de la localité est attesté sous les formes Révillion (1528) ; Révilon (1537) ; Ervillon (1630) ; Ervillion (1645) ; Paroisse de Saint-Hilaire-de-Revillon (1698).

Traduction du latin rivoli ou rivoluali signifiant « petit ruisseau ».

## Histoire
Le fief de Révillon a relevé pendant longtemps des comtes de Roucy, puis a appartenu, au moins de 1502 à 1603, à une branche de la famille de Creil, le membre le plus ancien connu étant Robert de Creil dont un fragment de la dalle funéraire est conservé dans l'église paroissiale Saint-Hilaire.
La famille de Hédouville, présente à Révillon dès le début du 16e siècle, prend possession de cette seigneurie par l'union, en 1603, de Nicole de Creil avec François de Hédouville.
À la suite de la demande de la Société de géographie de l'Aisne, relayée par l'Inspecteur d'académie, l'instituteur du village a rédigé, en mars 1888, un texte de onze pages dont la deuxième des trois parties est  consacrée à la géographie historique, mais entachée d'erreurs. Le manuscrit numérisé (mais sans recherche plein texte) est en ligne.

## Politique et administration

### Administration municipale
Le nombre d'habitants de l'ancienne commune étant inférieur à 100, le nombre de membres du conseil municipal est de 7.

### Liste des maires
| Période                                  | Période       | Identité     | Étiquette | Qualité |
| ---------------------------------------- | ------------- | ------------ | --------- | ------- |
| avant 1874                               | 1875          | Lamessine    |           |         |
| Les données manquantes sont à compléter. |               |              |           |         |
| avant 1995                               | ?             | René Stéphan |           |         |
| mars 2001                                | mars 2014     | Jacques Fery |           |         |
| mars 2014                                | Décembre 2015 | Bruno Pequin | SE        |         |

### Liste des maires délégués
| Période                                  | Période                       | Identité     | Étiquette | Qualité                                                                               |
| ---------------------------------------- | ----------------------------- | ------------ | --------- | ------------------------------------------------------------------------------------- |
| janvier 2016                             | En cours (au 18 juillet 2020) | Bruno Pequin | SE        | Cadre retraité Maire-adjoint des Septvallons (2020 → ) Réélu pour le mandat 2020-2026 |
| Les données manquantes sont à compléter. |                               |              |           |                                                                                       |

## Démographie
L'évolution du nombre d'habitants est connue à travers les recensements de la population effectués dans la commune depuis 1793. Pour les communes de moins de 10 000 habitants, une enquête de recensement portant sur toute la population est réalisée tous les cinq ans, les populations de référence des années intermédiaires étant quant à elles estimées par interpolation ou extrapolation. Pour la commune, le premier recensement exhaustif entrant dans le cadre du nouveau dispositif a été réalisé en 2005.

En 2022, la commune comptait 67 habitants, en évolution de −4,29 % par rapport à 2016 (Aisne : −1,97 %, France hors Mayotte : +2,11 %).
| 1793 | 1800 | 1806 | 1821 | 1831 | 1836 | 1841 | 1846 | 1851 |
| ---- | ---- | ---- | ---- | ---- | ---- | ---- | ---- | ---- |
| 86   | 84   | 62   | 70   | 72   | 73   | 89   | 84   | 89   |

| 1856 | 1861 | 1866 | 1872 | 1876 | 1881 | 1886 | 1891 | 1896 |
| ---- | ---- | ---- | ---- | ---- | ---- | ---- | ---- | ---- |
| 89   | 92   | 80   | 93   | 88   | 109  | 108  | 94   | 105  |

| 1901 | 1906 | 1911 | 1921 | 1926 | 1931 | 1936 | 1946 | 1954 |
| ---- | ---- | ---- | ---- | ---- | ---- | ---- | ---- | ---- |
| 113  | 115  | 103  | 61   | 97   | 80   | 107  | 58   | 76   |

| 1962 | 1968 | 1975 | 1982 | 1990 | 1999 | 2005 | 2006 | 2010 |
| ---- | ---- | ---- | ---- | ---- | ---- | ---- | ---- | ---- |
| 63   | 60   | 53   | 29   | 41   | 41   | 58   | 59   | 70   |

| 2015 | 2020 | 2022 | - | - | - | - | - | - |
| ---- | ---- | ---- | - | - | - | - | - | - |
| 71   | 65   | 67   | - | - | - | - | - | - |

## Culture locale et patrimoine

### Lieux et monuments
- Église Saint-Hilaire de Révillon.
- Monument aux morts pour les victimes de la guerre 1914-1918 (une plaque sur l'église).
- Calvaire.
- Oratoire de l'étang.
- Manoir de Révillon, inscrit au titre des monuments historiques en 1927.

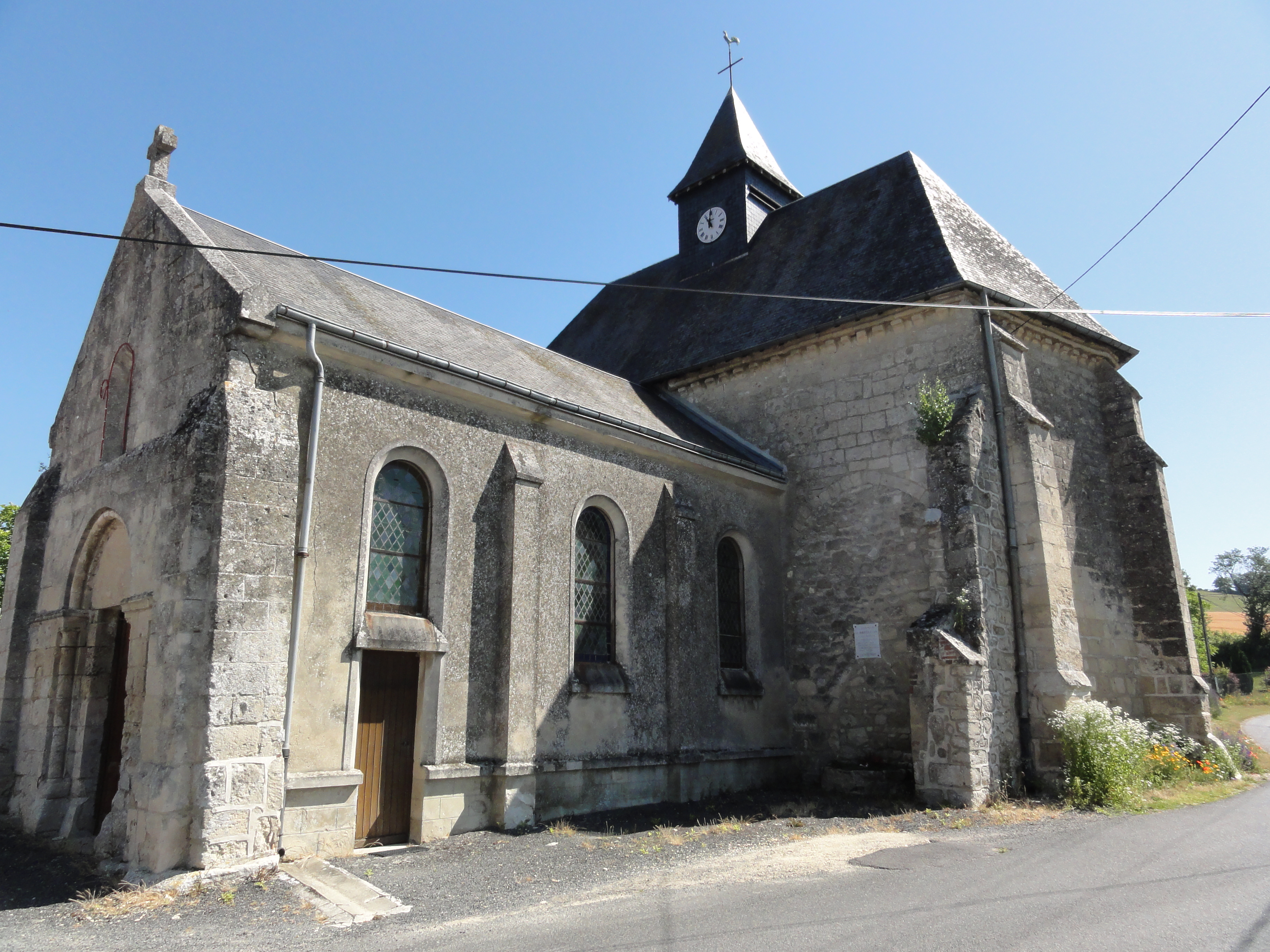
Église Saint-Hilaire.
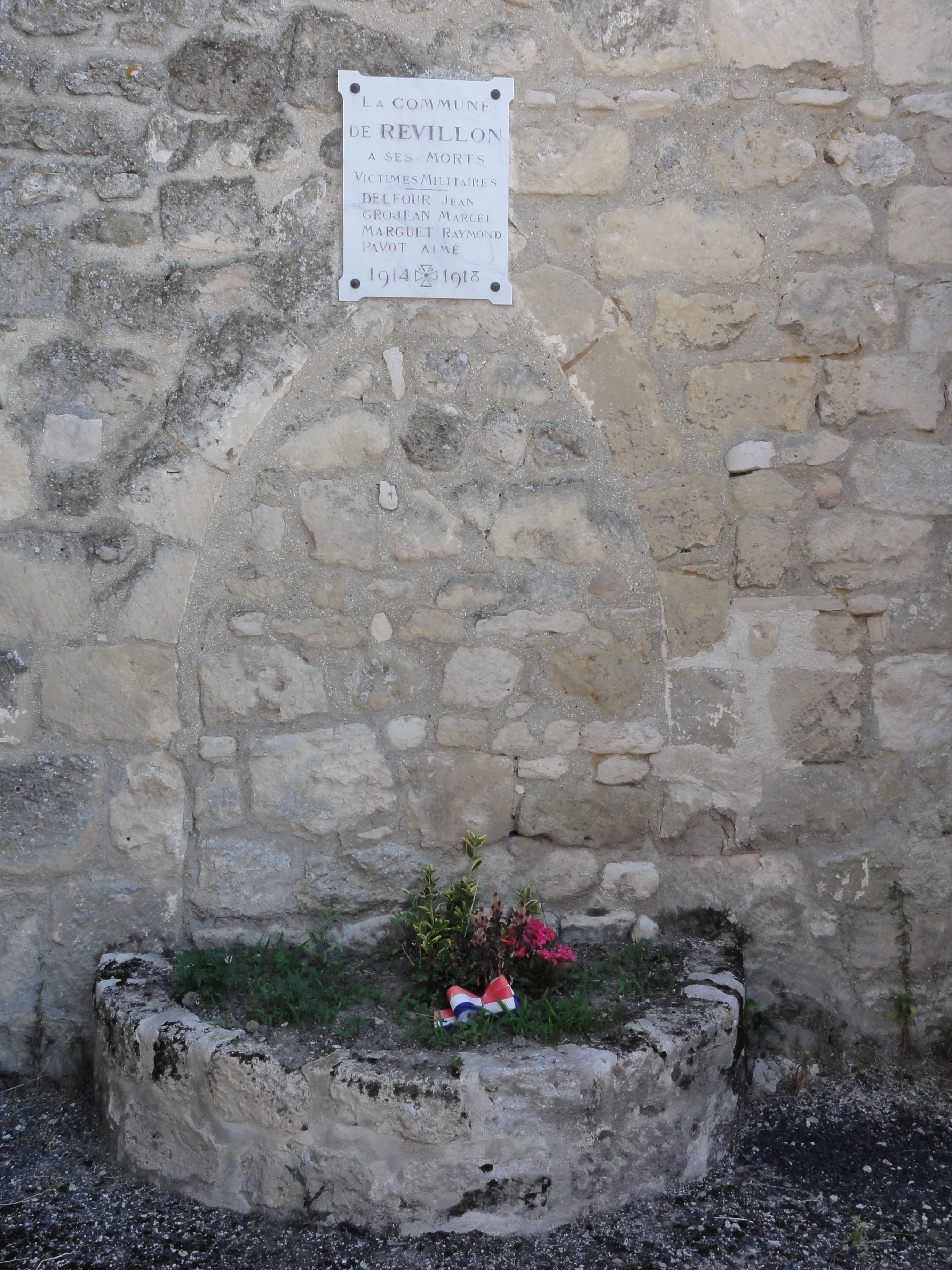
Plaque monument aux morts.
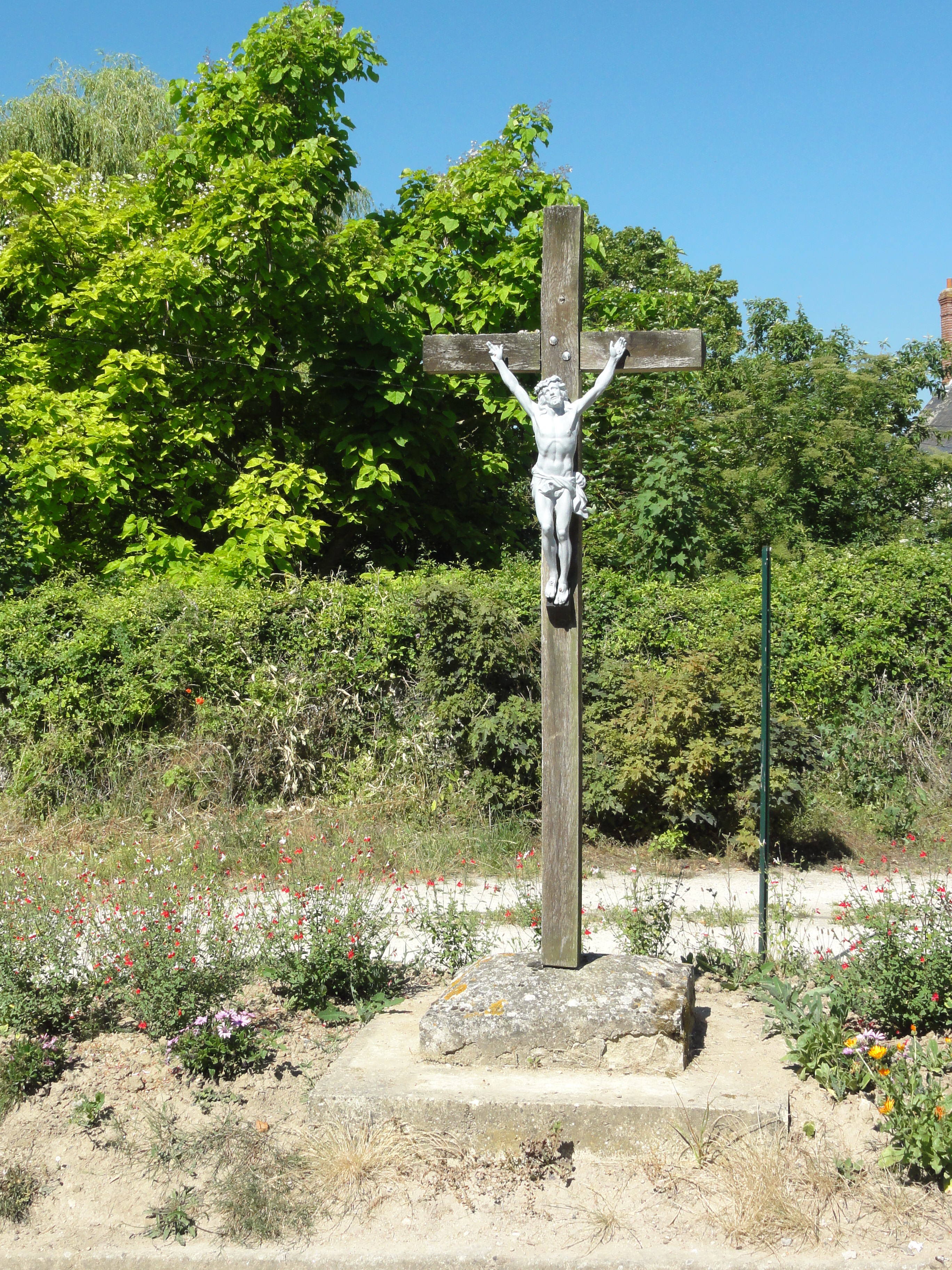
Le calvaire.
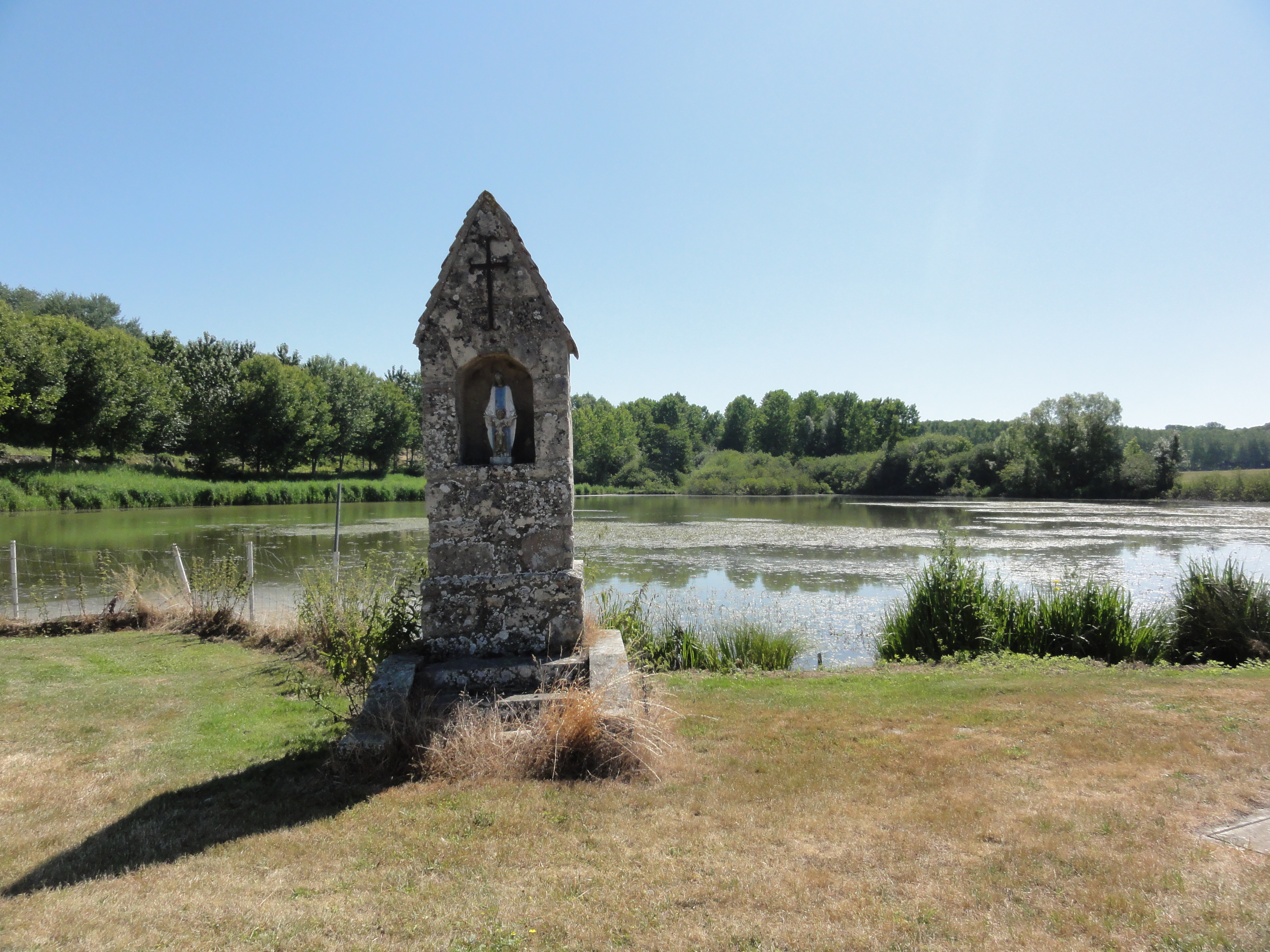
Oratoire de l'étang.

### Héraldique
| Blason de Révillon | Blason  | D’or au chevron d’azur, accompagné de trois clous de sable, au chef aussi d’azur chargé d’un lion léopardé d’argent, armé et lampassé de gueules. Ornements extérieursCroix de guerre 1914-1918 |
| Blason de Révillon | Détails | Le statut officiel du blason reste à déterminer. |